# 六甲ガーデンテラス

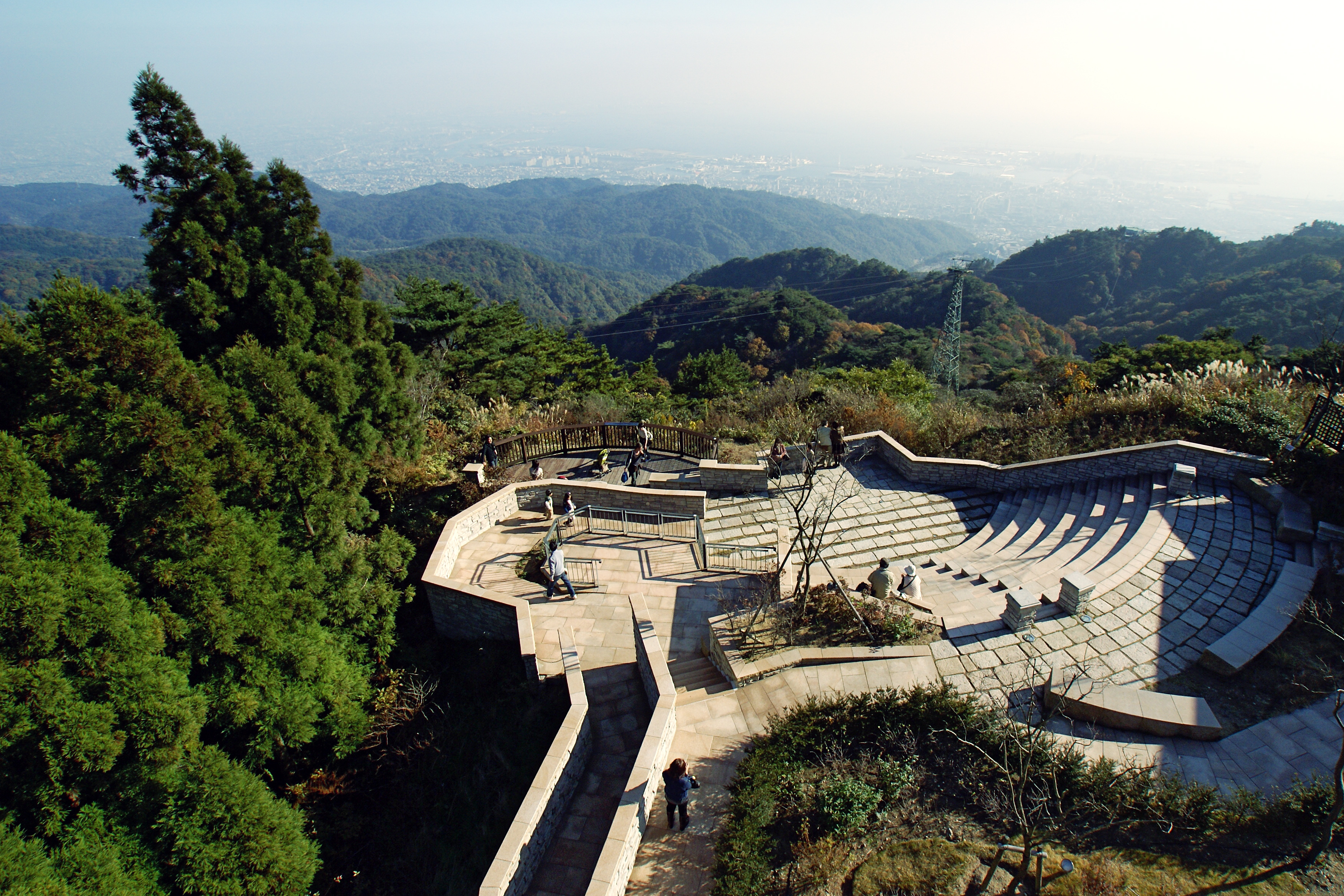
見晴らしのテラス

六甲ガーデンテラス（ろっこうガーデンテラス）は兵庫県神戸市灘区の六甲山上にある展望施設、レストラン、商業施設、公園の総称。

## 概要
標高890mに位置する複数の展望テラスを中心とする複合施設。それまで敷地内にあったホテルや展望施設を撤去し、2003年4月にリニューアルオープンした。園内のいたるところから神戸市街や大阪湾を見渡すことができる。リニューアルで誕生した西側の施設群は英国調に統一されている。阪急阪神ホールディングス傘下の阪神電気鉄道の直営であるが、実際の運営は子会社の六甲山観光株式会社に委託されている。

## 施設
（バリアフリー対応）
- Horti　ホルティ― 「Fair Trade」、「ARTISTIC SENSE」、「Wit Life」、「Grocery」の4つのフロアからなるセレクトショップ。
- グラニットカフェ― 展望レストラン、店内100席　テラス席40席
- 見晴らしの塔― 展望塔
- 見晴らしのテラス
- 六甲枝垂れ―自然体感展望台、有料、2010年完成
- 六甲山ジンギスカンパレス― 展望レストラン
- 六甲ビューパレス― 展望カジュアルレストラン
- 石ころ亭― ストーンアクセサリーショップ(2022年シーズンで閉店)
- 六甲フードテラス― 軽食コーナー(2023年シーズンで閉店)
- 六甲おみやげ館― おみやげ店

## 利用情報
- 営業時間 - 9時30分～21時（店舗・季節により異なる）
- 休業日 - 無休
- 料金 - 入園無料

## 所在地
〒657-0101 兵庫県神戸市灘区六甲山町五介山

## 交通アクセス
- 六甲ケーブル「六甲山上駅」から、六甲山上バス「ガーデンテラス」下車すぐ